# Metalcore
A metalcore egy zenei stílus, mely a hardcore és a metal műfajok jellemzőit egyesíti. Leggyakrabban a tradicionális heavy metal és a dallamos death metal stílusjegyei keverednek hardcore elemekkel, de előfordul a sokkal durvább death metal, thrash metal, sőt black metal – hardcore ötvözet is.

## Története
A hardcore és metal először az 1980-as évek közepén került közel egymáshoz, amikor a hardcore punk és a thrash metal színtér határán létrejött a crossover thrash-nek nevezett stílus, melyet olyan együttesek képviseltek, mint a Nuclear Assault, a D.R.I. (Dirty Rotten Imbeciles), az S.O.D. (Stormtroopers of Death), a Corrosion of Conformity, a Suicidal Tendencies, a Cro-Mags vagy a Septic Death.
Az 1990-es évek elején a hardcore-metal újabb hullámát az Integrity, az Earth Crisis, a Converge, a Zao és az All Out War jelentették. Ehhez a vonulathoz tartozik még az ezredforduló után sikeressé váló Hatebreed, valamint a Throwdown, a Bleeding Through, a 100 Demons, a Terror és a Bury Your Dead.
A stílus forradalmasítója a Killswitch Engage volt más, szintén a massachusettsi hardcore színtérről származó zenekarokkal együtt, mint a Shadows Fall, az All That Remains és az Unearth. Ezek a zenekarok a göteborgi dallamos death metal, a klasszikus amerikai thrash metal és a hardcore punk egyesítésével hozták létre a ma metalcore-ként ismert zenei stílust, mely a korábbi hardcore-metalhoz képest sokkal több dallamot tartalmaz.

## Stílusjegyek
A metalcore-ban dallamos riffek, majd hirtelen váltások és darálások következnek egymás után. A metalcore zenekarok dob, gitár(ok), basszusgitár, ének felállásban léteznek. Az ének általában hörgés vagy sikítás, amelyet dallamos ének kísérhet, vagy egymásnak „válaszolgatnak”. A metalcore gitártémák nagy része a Slayer és más Bay Area-i thrash zenekarok riffjeit, szólóit illetve gitárhangzását idézi. A basszusgitár általában dobközeli primitív témákból építkezik, általában a gitárokhoz képest halkabban szólal meg ez a hangszer. A dob leginkább punkosan egyszerű 2/4 témákból, és technikás pörgetésekből áll, mindezt gyors és sokszor kiszámíthatatlan váltásokkal prezentálva.

## Irányzatok

### Deathcore
Erősen death metal által ihletett változat.

### Mathcore
Komplex dalstuktúrák jellemzik, a zenekarok gyakran különböző jazz stílusok, noise és grindcore által inspiráltak, egyfajta experimentális hangzású, sokak fülének sértő hangzással jár.